# Otto Gröger

Otto Gröger, 1914

Otto Gröger (* 4. August 1876 in Reichenau an der Rax, Niederösterreich; † 19. August 1953 in Gmunden, Oberösterreich, Schweizerbürger seit 1913) war Schweizer Dialektologe, Titularprofessor an der Universität Zürich sowie Redaktor (später faktischer Chefredaktor) am Schweizerischen Idiotikon.

## Leben und Werk
Otto Gröger wurde in Niederösterreich als Sohn von Franz Gröger, eines Bankdirektors, und der Maria Gabriele, geb. Kallmus geboren. Er war der Neffe von Leopoldine Kallmus, der Mutter des Philosophen Ludwig Wittgenstein. Gröger absolvierte die Volksschule und das Gymnasium am Schottenstift in Wien. Nach Abschluss des zweijährigen Militärdienstes immatrikulierte er sich 1897 an der Universität Zürich und studierte Germanistische Linguistik, Angelsächsische Sprache und Literatur sowie Psychologie. 1899 kehrte er für sechs Jahre nach Wien zurück, wo nach dem plötzlichen Tod seines Vaters die Verwaltung eines grösseren Betriebs geregelt werden musste. Wieder in der Schweiz, wohnte er bis 1931 mit seiner Gattin Elsa Maria Wolfsgruber, einer Tochter des Bürgermeisters von Gmunden, und den gemeinsamen Kindern im Landhaus Wangensbach in Küsnacht. Am 21. Dezember 1913 wurde er mit seiner Familie ins Bürgerrecht der Gemeinde Küsnacht aufgenommen. Aus der Küsnachter Zeit blieb unter anderem ein Briefwechsel Grögers mit dem Diplomaten und Historiker Carl Jacob Burckhardt erhalten.[3] Elsa Maria vermittelte indes 1915 einen Brief Wittgensteins aus dem Feld an Bertrand Russell und setzte sich beim Vatikan für die Entlassung Wittgensteins aus der Kriegsgefangenschaft ein.
1909 promovierte Gröger bei Albert Bachmann mit einer Studie über die althochdeutsche und altsächsische Kompositionsfuge. 1911 trat er auf Empfehlung seines Doktorvaters in die Redaktion des Schweizerischen Idiotikons ein, wo er ab 1913 als «Bureauchef» wirkte. Als sich Bestrebungen Bachmanns sowie des Leitenden Ausschusses zerschlagen hatten, Walter Henzen, Wilhelm Wiget oder Manfred Szadrowsky an das Idiotikon zu berufen, führte Gröger das Unternehmen nach Bachmanns Tod 1934 bis Ende 1950 als faktischer Chefredaktor; Ende März des Folgejahres 1951 trat er endgültig aus der Redaktion aus. Die Mitarbeitender motivierte er zum Durchhalten in wirtschaftlich und organisatorisch teils schwierigen Verhältnissen des Projekts. Auch nach seiner Pensionierung blieb er dem Wörterbuch eng verbunden, indem er laut Nachruf bis kurz vor seinem Tod dessen Korrekturen las.[5] Nachfolger im erst jetzt neu besetzten Amt des Chefredaktors wurde 1951 Hans Wanner, im Amt des Redaktors Kurt Meyer.

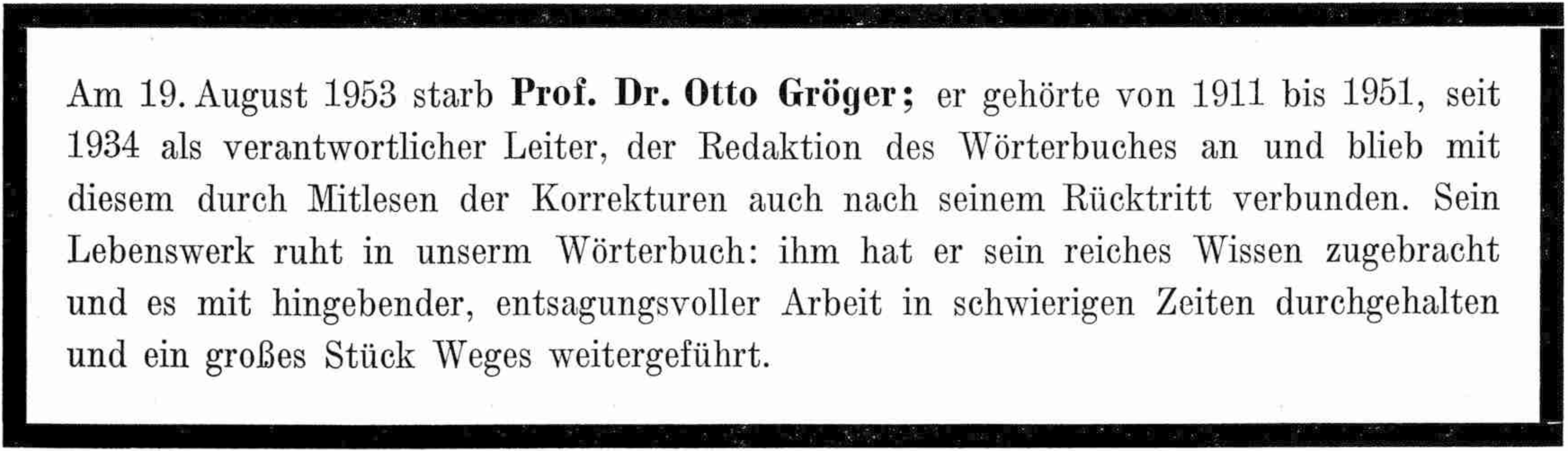
Todesanzeige für Otto Gröger im Schweizerischen Idiotikon, Band XII, Spalte 235/6

Neben der Tätigkeit am Wörterbuch lehrte Gröger an der Universität Zürich. Seit seiner 1921 abgelegten Habilitation über die bairische Mundart des bündnerischen Dorfes Samnaun wirkte er als Privatdozent, ab 1927 als Titularprofessor der Universität Zürich. Gröger war überdies Mitbegründer und von 1913 bis 1936 technischer Leiter des von Bachmann gegründeten Phonogrammarchivs der Universität Zürich, womit nicht nur die «meist persönliche Durchführung von nahezu 300 Phonogrammaufnahmen schweizerischer Mundarten in allen Etappen von der Vorbereitung bis zur schriftlichen Fixierung im phonetischen Protokolltext, sondern auch das aufmerksame Studium der technischen Entwicklung auf diesem Gebiet und die im Rahmen der bescheidenen Mittel mögliche Anpassung an diese» verbunden waren.[6]

## Publikationen
- Die althochdeutsche und altsächsische Kompositionsfuge. Mit Verzeichnis der althochdeutschen und altsächsischen Composita. Zürcher & Furrer, Zürich 1910 (Zürich, Universität, Dissertation, 1910/11).
- Schweizer Mundarten (= Sitzungsberichte der Kaiserlichen Akademie der Wissenschaften in Wien. Philosophisch-Historische Klasse. Bd. 176, 3, ISSN 1012-487X = Mitteilung der Phonogramm-Archivs-Kommission. Bd. 36). Im Auftrag der leitenden Kommission des Phonogramm-Archivs der Universität Zürich bearbeitet. Hölder, Wien 1914.
- Der Lautstand der deutschen Mundart des Samnauns verglichen mit jenem der benachbarten Tiroler Mundarten. In: Festschrift Albert Bachmann. Zu seinem sechzigsten Geburtstage am 12. November 1923. Gewidmet von Freunden und Schülern (= Zeitschrift für deutsche Mundarten. Bd. 19, Heft 1/2, ISSN 0932-1314). Verlag des Deutschen Sprachvereins, Berlin 1924, S. 103–144. Zugleich Habilitationsschrift.
- Schweizer Mundarten. Mundarten der deutschen Schweiz. Aufgenommen in Gemeinschaft mit dem Phonogrammarchiv der Universität Zürich (= Lautbibliothek. Hrsg. von der Lautabteilung an der Preussischen Staatsbibliothek. Nrn. 100–124, 150). Lautabteilung, Berlin 1930–1932. (alle Transkriptionen und Übersetzungen von Otto Gröger.)
- zahlreiche Wortartikel im Schweizerischen Idiotikon, Bände VII–XI.